# Doji Morita
Doji Morita (森田童子, Morita Dōji, nascida em 15 de Janeiro de 1952 - 24 de abril de 2018) foi uma cantora e compositora japonesa. Seu nome verdadeiro é desconhecido (Doji Morita é seu nome artístico).

## Biografia
Doji tornou-se aluna da Tokyokyoikudaigaku em 1960, durante uma época muito complicada do colégio. Em 1970 ela sai da escola, após sofrer de uma doença relacionada ao ar de Hokkaido - não se tem conhecimento de que doença seria. Ela inicia sua carreira com 20 anos de idade, após a morte de um amigo. Em Outubro de 1975, ela lança seu primeiro single: "さよなら ぼくの ともだち" ("Adeus Meu Amigo") pela Polydor. Em 1980 ela sai da Polydor e se muda para a Warner-Pioneer Corporation, hoje Warner Music Japan. Em 1983, ela já tinha lançado 6 álbuns de estúdio, 1 álbum ao vivo e 4 singles. No final do mesmo ano, após um show em Tokyo, Doji avisa que encerrará suas atividades.
Em 1993, a série "Kou Kou Kyoushi" como também a "Kou Kou Kyoushi 2003" utilizaram a canção Bokutachi no Shippai de seu segundo álbum Mother Sky como tema de abertura e encerramento. Como resultado, o álbum "ぼくたちの失敗 森田童子ベスト・コレクション" ("Coleção das Melhores de Morita Douji") foi lançado.
Pouco se sabe sobre Doji Morita, ela sempre foi uma pessoa muito privada. Ela usava uma peruca de cabelo encaracolado e óculos de sol, a fim de esconder seu rosto. Seu nome verdadeiro é desconhecido. Pouco se sabe também sobre sua vida. Nem mesmo em suas canções ela fala sobre suas experiências, suas letras sempre remetem a desejo.

## Morte
Doji Morita faleceu de um ataque cardíaco em 24 de abril de 2018 aos 65 anos de idade.

## Discografia

### Álbuns
|            | Álbum                                                  | Data de Lançamento     | Gravadora      | Formato     |
| ---------- | ------------------------------------------------------ | ---------------------- | -------------- | ----------- |
| 1º         | GOOD BYEグッドバイ                                     | 21 de Novembro de 1975 | Polydor        | LP・Cassete |
| 2º         | マザー・スカイ=きみは悲しみの青い空をひとりで飛べるか= | 21 de Novembro de 1976 | Polydor        | LP・Cassete |
| 3º         | A BOY ボーイ                                           | 12 de Outubro de 1977  | Polydor        | LP・Cassete |
| AO VIVO    | 東京カテドラル聖マリア大聖堂録音盤                     | 1 de Novembro de 1978  | Polydor        | LP・Cassete |
| 4º         | ラスト・ワルツ                                         | 20 de Novembro de 1980 | Warner-Pioneer | LP・Cassete |
| COMPILAÇÃO | 友への手紙 森田童子自選集                              | 1981                   | Warner-Pioneer | CT          |
| 5º         | 夜想曲                                                 | 20 de Novembro de 1982 | Warner-Pioneer | LP・CT      |
| 6º         | 狼少年 wolf boy                                        | 30 de Novembro de 1983 | Warner-Pioneer | LP・CT      |

### Outros
- "森田童子全曲集" ("Doji Morita Zenkyokushu") (1978 / Polydor)
  - Na época, as gravadoras lançavam compilações de melhores faixas apenas em Cassete. Não em CD.
- "映画『グッドバイ』オリジナルサウンドトラック" ("Trilha Sonora do Filme "Goodbye"") (1989 / Warner-Pioneer)
- "ぼくたちの失敗 森田童子ベスト・コレクション" ("Coleção das Melhores de Morita Douji") (1993 / Warner Music Japan)
- "たとえばぼくが死んだら 森田童子ベスト・コレクションII" (1993 / Warner Music Japan)
- "高校教師〜禁断の愛とは知らずに〜オリジナルサウンドトラック〜" (1993 / Warner Music Japan)
- "ぼくたちの失敗 森田童子ベストコレクション" (2003 / EMI) (CCCD）

### Singles
|    | Álbum                                            | Data de Lançamento     | Gravadora          | Formato |
| -- | ------------------------------------------------ | ---------------------- | ------------------ | ------- |
| 1º | さよならぼくのともだち／まぶしい夏               | 21 de Outubro de 1975  | Polydor            | EP      |
| 2º | ぼくたちの失敗／ぼくと観光バスに乗ってみませんか | 21 de Novembro de 1976 | Polydor            | EP      |
| 3º | セルロイドの少女／蒼き夜は                       | 1 de Março de 1978     | Polydor            | EP      |
| 4º | ラストワルツ・菜の花あかり                       | 25 de Janeiro de 1981  | Warner-Pioneer     | EP      |
| 5º | ぼくたちの失敗／男のくせに泣いてくれた           | 25 de Janeiro de 1993  | Warner Music Japan | 8cmCD   |
| 6º | たとえばぼくが死んだら／ラスト・ワルツ           | 10 de Outubro de 1993  | Warner Music Japan | 8cmCD   |
| 7º | ぼくたちの失敗／蒸留反応                         | 5 de Fevereiro de 2003 | EMI                | 12cmCD  |